# 이선규 (의사, 가수)
이선규(Sun Kyu Lee, 1964년 ~ )는 대한민국의 의사, 가수이다.

## 학력
- 1982년 ~ 1988년 중앙대학교
- 1994년 ~ 1996년 중앙대학교 대학원 비뇨기과학 석사
- 1996년 ~ 1999년 중앙대학교 대학원 비뇨기과학 박사

## 경력
- 1996년 ~ 1998년 인천기독병원 비뇨기과 과장
- 1998년 유로탑비뇨기과의원 원장
- 레이디유로비뇨기과의원 대표원장

## 영화
- 2004년 《목포는 항구다》 ... 파라다이스 가수 역
- 2004년 《어디선가 누군가에 무슨 일이 생기면 틀림없이 나타난다 홍반장》 ... 과장 1 역
- 2007년 《열세살, 수아》
- 2009년 《김씨 표류기》
- 2012년 《나의 PS 파트너》
- 2014년 《나의 절친 악당들》
- 2015년 《좋아해줘》
- 2016년 《불한당: 나쁜 놈들의 세상》

## 음반
- 2005년 1집 Memorability
- 2013년 죽자살자
- 2017년 점점
- 2018년 거참 말 많네
- 2022년 한이불 덮고